# 圓徳流
圓徳流（えんとくりゅう）は、大和国で学ばれていた柔術の流派である。

## 歴史
奈良県で学ばれていた柔術であるが、流祖や詳しい歴史は不明である。
明治時代は節儀館という道場で学ばれていた。
中島鹿平が編纂した『大和国名流誌』に圓徳流師範の川井九一郎と平井常蔵の名前が掲載されている。
川井九一郎は奈良市中筋町で接骨院を開いていた。

## 内容
圓徳流の型は38ヶ条ある。
大阪の柳生心眼流體術によく似た体系であり、居取や立合の多くの型名が共通している。
目録巻
両手取、枝折、両切、顧背、銲碎、冠反、龍尾
肩切表裏、加舒表裏、両切表裏、袖付表裏、打込表裏、襟取表裏、大搦表裏、折取表裏
加舒逆、加舒気管締、両切締、引込投、引込投當、打込締、矢筈表裏、大搦投、五輪碎
冠反口傳、銲碎口傳、逆指口傳、尺縄口傳、誘口傳